# Бык Хека
Бык Хека — выносливая порода крупного рогатого скота, которая появилась в результате селекции, осуществленной в 1920—1930-х годах братьями Хек для возрождения вымерших туров (Bos taurus primigenius) с помощью происходящих от него современных пород домашнего быка. Методология и успех программы являются предметом споров. Существуют значительные различия в телосложении, росте и пропорциях тела между быком Хека и вымершим туром. Кроме того, есть другие породы домашнего скота, которые очень похожи на своих диких предков, по крайней мере, настолько же, насколько похож бык Хека.

## Создание
Данная порода возникла в Германии в 1920—1930-е годы в результате попытки воспроизвести предка домашнего быка — тура (лат. Bos primigenius primigenius). В первые годы Веймарской Республики братья Хайнц и Лутц Хек самостоятельно начали программу по дедоместикации. Их мотивом было спасение туров из небытия, которого постоянно путали с зубром, другим крупным европейским быком эпохи голоцена. Братья Хек считали, что воссоздание тура и показ двух этих видов рядом друг с другом, могло бы показать разницу между ними широкой публике. Кроме того, они полагали, что сумев возродить вид, они исправили бы ошибку, совершённую человеком.
Хайнц был директором Зоопарка в Мюнхене, а Луц — Берлинского зоопарка. Спустя одиннадцать лет после начала своих экспериментов, на закате Веймарской республики, каждый из них объявил об успехе. Братья использовали различные набор пород скота для дедоместикации. Например, Луц Хек (в Берлине) использовал испанских боевых быков, в то время как Хайнц Хек (в Мюнхене) нет. Берлинское поголовье, по всей видимости, не пережило Второй мировой войны, поэтому все современные быки Хека происходят от мюнхенского поголовья Хайнца Хека. Исходные породы, использовавшиеся для выведения:
- Венгерская серая
- Хайленд
- Корсиканская[англ.]
- Мурнау-Верденфельс[англ.]
- Англерская
- Германская черно-пестрая[англ.]
- Английская парковая[англ.]
- Швицкая

В 1932 году родился первый бык, которого Хайнц Хек счёл похожим на тура; он был назван «Glachl». Он был на 75 % корсиканец и на 25 % помесь из серой, германской, хайленд и англерской. Этот бык и его отец впоследствии были скрещены с другими породами с целью увеличения веса. Как следствие, большинство современных быков Хека берут начало из центрально-европейских мясо-молочных пород, выведенных с использованием пород из других регионов. Сторонники крупного рогатого скота Хека часто утверждают, что результаты разведения Хайнца и Луца в основном выглядели «доказательством успеха» их эксперимента. Впрочем, популяции из Берлина и Мюнхена не очень схожи.
В Дуйсбургском зоопарке, одна корова ватусси, являвшаяся наполовину зебу, была скрещена с быком Хека. Некоторые современные быки Хека, преимущественно те, у кого есть большие и толстые рога, происходят от этого скрещенного потомства. В некоторых местах примитивный южно-европейский крупный рогатый скот, такой как Sayaguesa и Кьянти, были скрещены с быком Хека с целью приближения к туру по фенотипическим признакам. Эта помесь называется Таурус, которую не следует путать с Tauros cattle.

## Характеристики

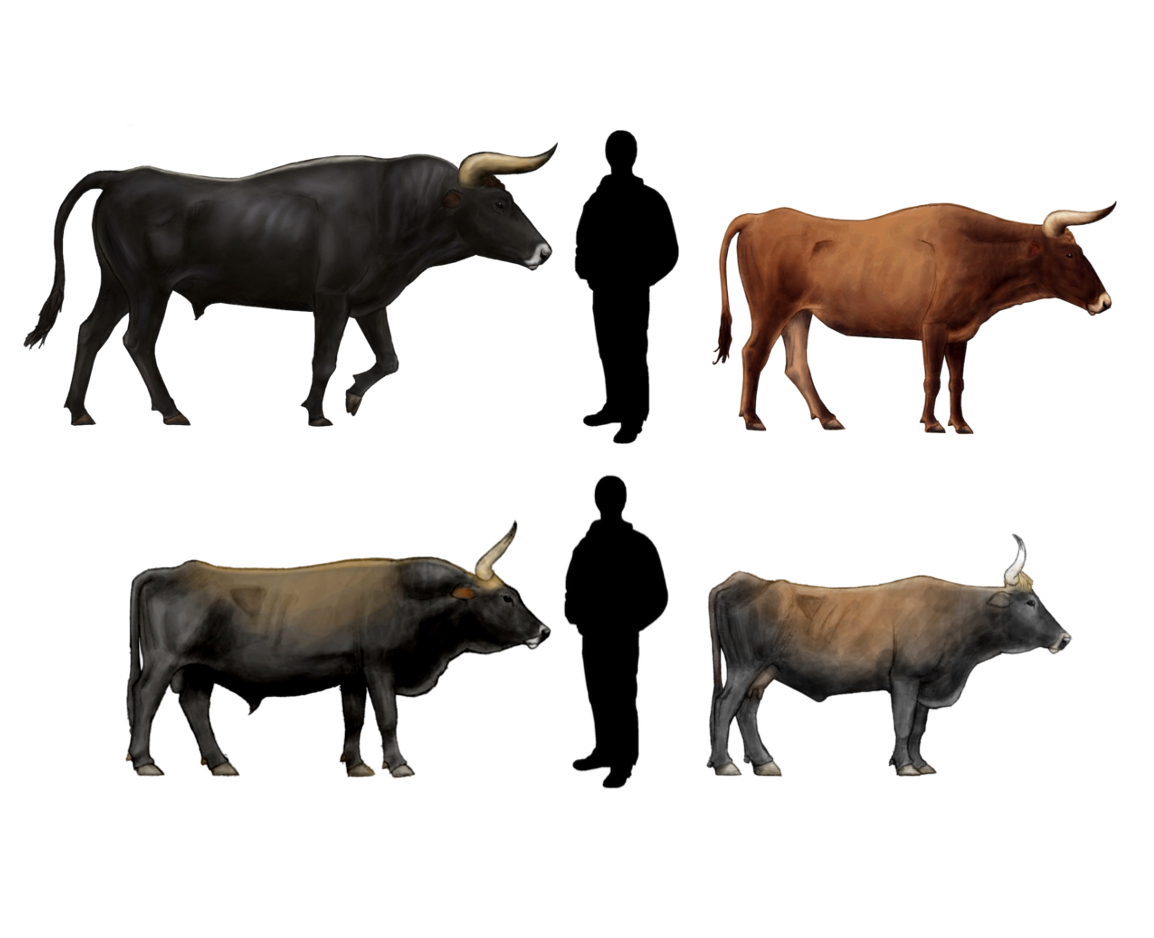
Сравнение реконструированной внешности тура (верхний ряд, бык и корова справа-налево) со средним быком Хека (нижний ряд)

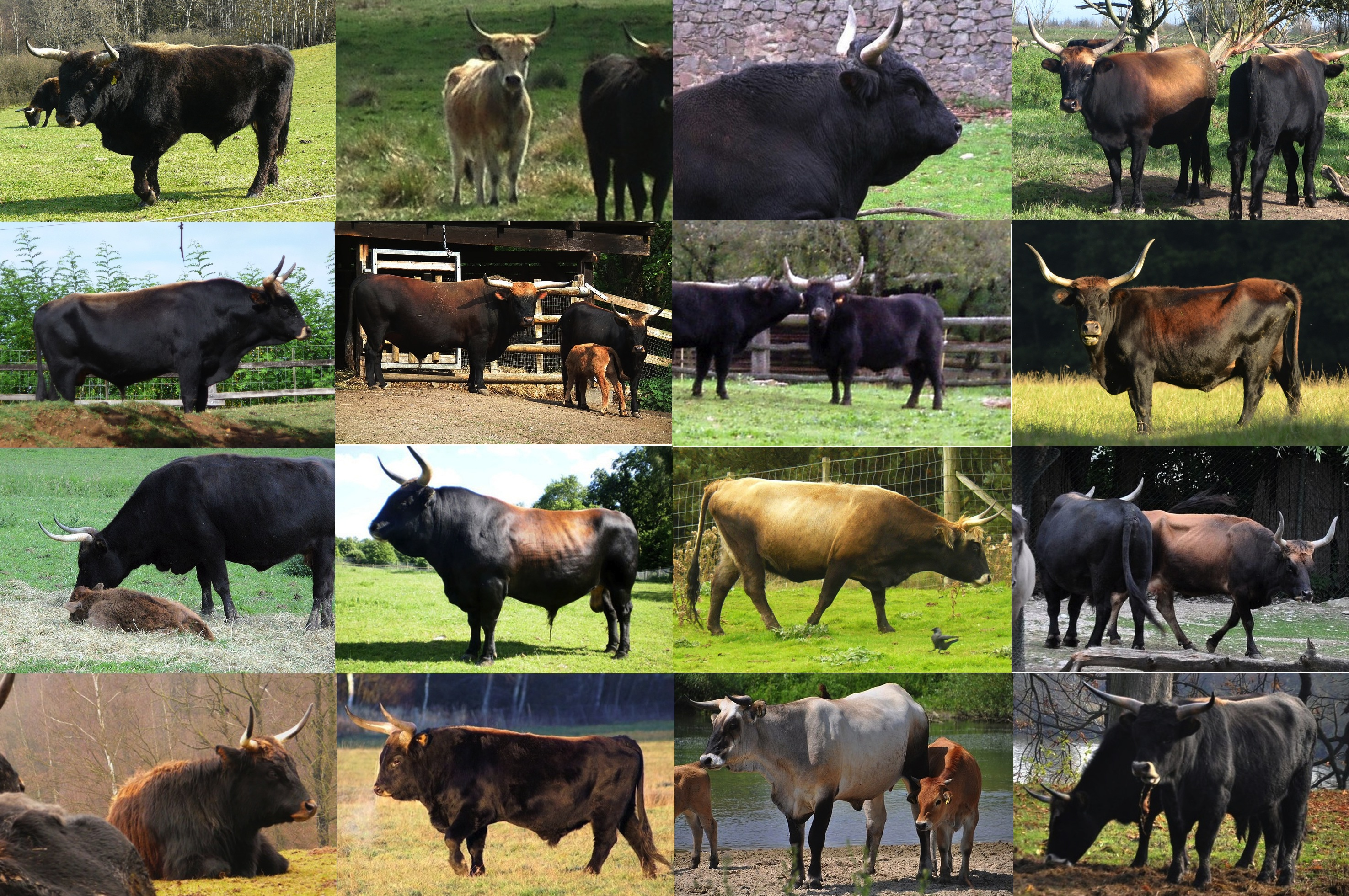
Демонстрация неоднородности быка Хека из разных мест и стран

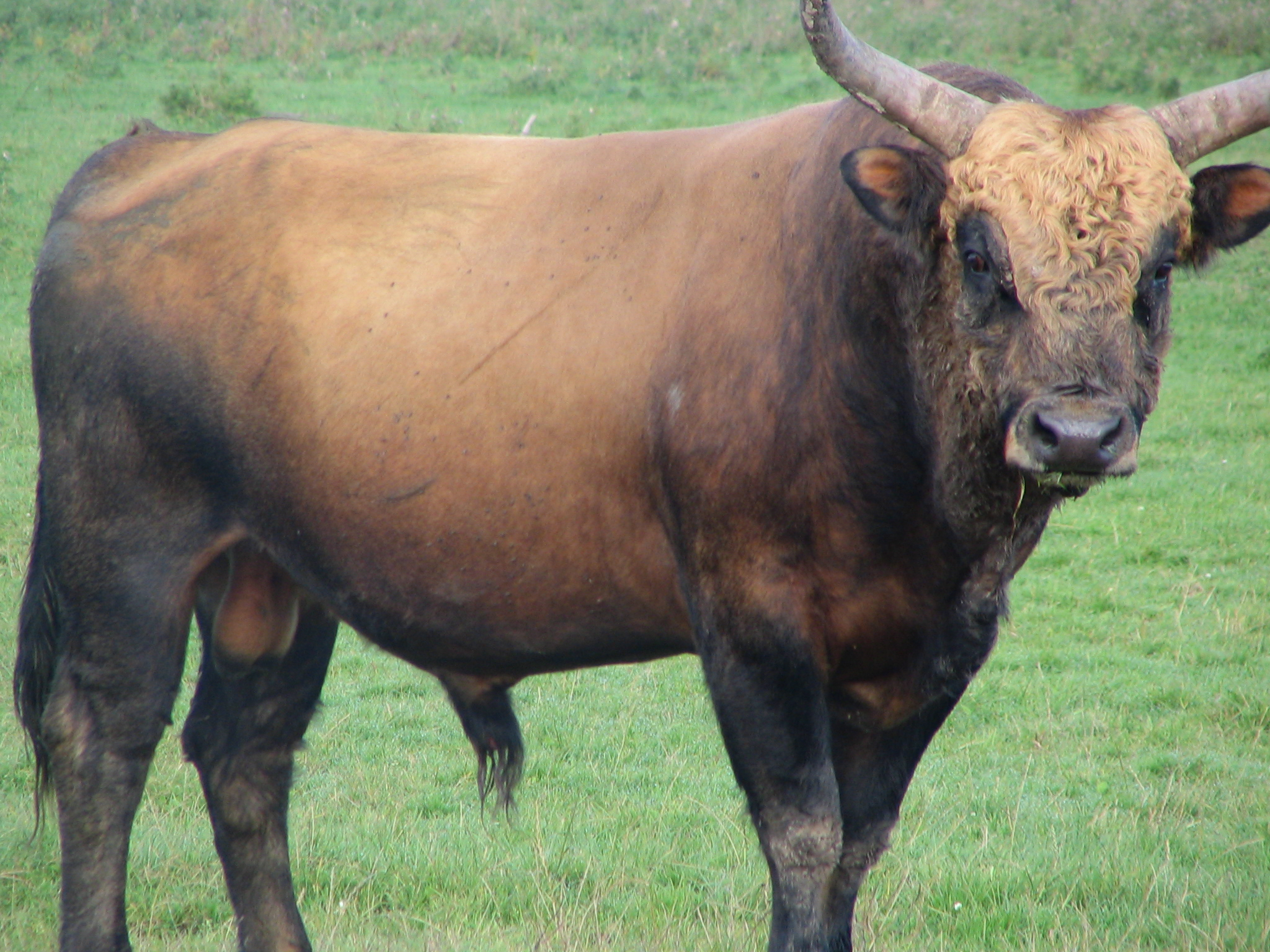
Дивергенция окраса, Оствардерсплассе.

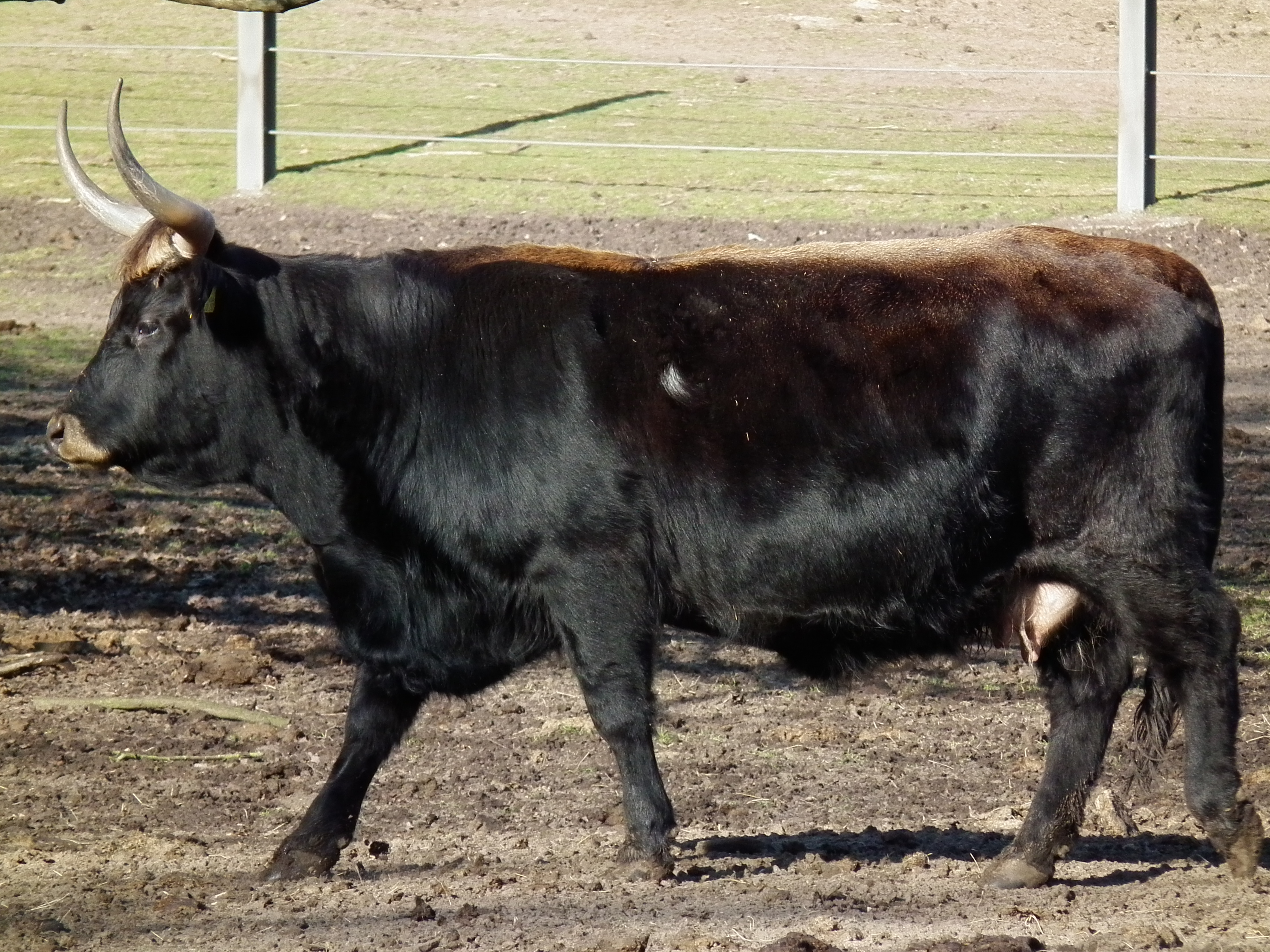
Корова в Мангейме (Германия)

Типичный бык должен иметь высоту в среднем 140 см, корова — 130 см, массу до 600 кг. Бык Хека на 20-30 см ниже, чем туры, внешний вид которых они должны были воспроизвести. Эта порода не намного больше других домашних пород, в то время как туры достигали высоты 160—180 см, в редких случаях даже 200 см. Предполагается, что масса туров составляла 700—1000 кг.
Размер — не единственный аспект, в котором бык Хека отличается от своего дикого предка. Он громоздок, как и многие другие домашние породы, в то время как тур имел атлетичное телосложение. Ноги быка Хека короче, а туловище намного длиннее, чем у туров, у которых высота плеча и длина туловища почти равны друг другу. У быка Хека довольно маленькая и короткая голова, в то время как у туров была вытянутая большая голова, сидящая на мускулистой шее. У туров была хорошо развитая плечевая мускулатура, которая прикреплялась к длинным отросткам позвонков, чего не наблюдается у быка Хека. В целом, пропорции и форма тела быка Хека не очень похожи на туров и не отличаются от многих других домашних пород.
Рога тура имели характерную и относительно стабильную форму. У основания они росли наружу-вверх, затем вперед-внутрь и внутрь-вверх на кончиках. Рога туров, в целом, были большие и толстые, достигая 80-100 см в длину и 10 см и более в диаметре. Однако, рога быка Хека отличаются во многих аспектах. Как правило, они изгибаются слишком сильно вверх или наружу по сравнению с оригиналом, или не достигают длины и диаметра рогов тура. Часто рога быка Хека очень похожи рога на пород, из которых он был выведен.
По цвету шерсти бык Хека может напоминать туров, имея быков с черным общим цветом шерсти с полосой легкого угря и коровой с красновато-коричневым цветом. Однако, у некоторых представителей породы может быть светлое седло на спине (которое отсутствовало у туров), а половой диморфизм в цвете неясен в большинстве случаев; быки и коровы могут иметь темный окрас с седлом немного другого цвета, регулярно появляются черные коровы, а также не редкость слегка окрашенные быки. Существуют и другие девиантные цвета, такие как сероватый или серый или бежевого цвета у коров. Также встречаются белые пятна, типичные для молочных пород, иногда в той же степени, что и у Гольдштейнской породы.
Бык Хека демонстрирует более высокий уровень неоднородности признаков, чем любое дикое животное или большинство других домашних пород. Существуют значительные вариации в масти, форме и размере рогов, а также размерах и пропорциях тела.
Эта порода во многих отношениях отличается от туров, и есть такие породы, которые напоминают туров, по крайней мере, не меньше. К таким породам относятся, например, испанский боевой бык, Sayaguesa, Pajuna, Maremmana и Maronesa. Тем не менее, бык Хека в дикой природе устойчив к низким температурам и способен жить на малопитательной пище. С другой стороны, есть и другие породы крупного рогатого скота, также устойчивые к суровым условиям как и бык Хека. 

## Бык «Taurus»

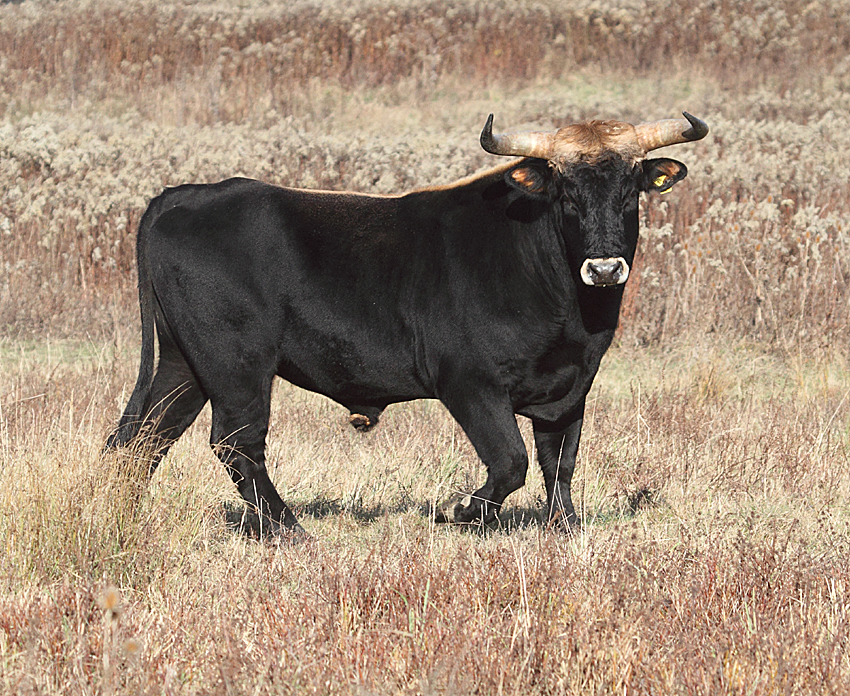
Taurus, усовершенствованная форма быка Хека

В 1996 году германская природоохранная организация ABU (нем. Arbeitsgemeinschaft Biologischer Umweltschutz — рабочая группа по биологической защите окружающей среды) начала скрещивать быка Хека с Южно-Европейскими примитивными породами с целью повышения сходства с турами. Получившаяся в результате этого гибридная порода получила название Taurus. Для скрещивания использовались породы Sayaguesa, Кьянти и, в меньшей степени, испанские боевые быки. То же самое сделано в венгерском национальном парке Хортобадь, где дополнительно использовались венгерские серые и Ватуси, в национальном парке Лилль Вилдмос в Дании, использовались только Кьянти и Sayaguesa до сих пор, такие же породы использовались и в Латвии.

## Критика
Критика методологии и результатов программы братьев Хек восходит по крайней мере к 1950-м годам. Cis van Vuure описывает работу У. Херра в 1953 году и О. Кёлера в 1952 году, которые обнаружили: «Отсутствие базовых знаний о вымерших турах, широкие критерии отбора в эксперименте размножения и богатое воображение и самоуспокоенность двух братьев привели к чрезмерному упрощению процедуры размножения. Критика также была сосредоточена на небрежности, легкости и скорости, с которой они проводили свои эксперименты, а также на генетической основе экспериментов». Cis van Vuure далее заявляет: «Из-за отсутствия какого-либо заметного сходства по размеру, цвету и форме рогов, помимо прочих аспектов, нельзя считать, что бык Хека очень похож на туров. Скорее, их следует рассматривать как популяцию крупного рогатого скота, в которой могут быть обнаружены несколько признаков туров, которые они разделяют со многими другими популяциями крупного рогатого скота.» По мнению некоторых экспертов, примитивные южно-европейские породы такие как, например, испанский боевой бык, гораздо ближе к турам, чем бык Хека.
Поскольку эта порода была похожа на туров менее, чем некоторые другие современные породы, в Нидерландах сформировался новый проект по возрождению вымерших туров — программа Таурос. Используя реконструированный митохондриальный геном туров, была проверена пригодность выносливых примитивных пород, таких как Sayaguesa, Pajuna или Maremmana, чтобы найти древнюю ДНК и фенотипические признаки и объединить их в одной породе, которая была бы достаточно устойчива для выживания в дикой природе.

## Распространение
Насчитывается около 2000 голов этой породы в Европе и незначительное количество в других странах. Бык Хека встречается в германских зоопарках из-за ошибочного утверждения братьев Хек, что эта порода представляет собой воскрешенных туров и подходит для проектов по сохранению сегодня. В заповеднике Оствардерсплассе в провинции Флеволанд (Нидерланды) в свободном содержании около 600 животных. Слабые животные отстреливаются охотниками во избежание лишних страданий. Другие находятся у Фалькталера Рисельфельдера недалеко от Берлина, в заповеднике Несеа возле Йена (Тюрингия) и природном заповеднике Грубенфельдер Леони в Ауэрбахе (Бавария). Около 100 животных были зарегистрированы во Франции в 2000 году. В 2009 году девять коров и четыре быка были завезены в юго-западную Англию из Бельгии. Дерек Гоу, британский защитник природы, который управляет фермой редких пород в Лифтоне в графстве Девон, купил стадо из 13 животных из Бельгии в 2009 году. Стадо выросло до 20 животных, но в 2015 году Гоу пришлось зарезать всех, кроме шести, из-за высокого уровня агрессии.
|  |  |  |  |  |